# Бибер и чоколада
 Бибер и чоколада  (порт. Chocolate com pimenta) бразилска је теленовела, продукцијске куће Реде Глобо, снимана током 2003. и 2004.
У Србији је приказивана током 2006. и 2007. на телевизији Кошава.

## Синопсис
Фасцинантна хуморна прича одвија се током 1920-их година у малом и задивљујућем граду Вентури, који живи од локалне фабрике чоколаде.
Ана Франциска је млада и слатка девојка која је целог живота живела на селу са својим оцем, све док га једног дана нису убили. Сама и без новца одлучује да оде у Вентуру код једине родбине за коју зна. Тамо упознаје Данила, своју љубав, али и Олгу, прелепу жену која жели Данила за себе. Олга не разуме како се Данило могао заљубити у „кривоногу“, како одмила назива Ану.
Ана Франциска се осети пониженом и презреном од стране суграђана. У фабрици чоколаде упознаје свог великог пријатеља, Лудовика, који је и власник фабрике. На једном балу бива осрамоћена и исмевана и обећава да ће се осветити. Удаје се за Лудовика и уз његову помоћ одлази у Буенос Ајрес где рађа Даниловог сина. Након неког времена Лудовико умире и она одлучује да се врати у Бразил како би се суочила са свима који су је једном презрели.

## Улоге
| Глумац:          | Улога:                          |
| ---------------- | ------------------------------- |
| Маријана Шименес | Ана Франциска                   |
| Мурило Бенисио   | Данило Родригез Албукерки       |
| Присила Фантин   | Олга Гонсалвес                  |
| Марсело Новаес   | Тимотео Маријано да Силва       |
| Дриса Мораес     | Марсија Маријано да Силва       |
| Тарсисио Фило    | Себастијан Вон Бурго            |
| Лилија Кабрал    | Барбара Албукерки               |
| Фулвио Стефанини | Перфекто Вивалдо Албукерки      |
| Самара Фелипо    | Селина Коста Андраде Фернандес  |
| Нивеа Стелман    | Грасија Коста Андраде Фернандес |
| Родриго Фаро     | Гиљермо Оливеира Фернадес       |
| Анђело Паес Леме | војник Жозе Руфино              |